# Копбірлік
Копбірлі́к (каз. Көпбірлік) — село у складі Каратальського району Жетисуської області Казахстану. Адміністративний центр Кизилбалицький сільського округу.
В радянські часи село називалось Копберлік.
Населення — 831 особа (2021; 909 у 2009, 823 у 1999, 820 у 1989).